# Kilburn (stație de metrou)
Kilburn este o stație a metroului londonez în zona Brondesbury Park, în partea de nord-vest a Londrei. Este localizată pe linia Jubilee, între stațiile Willesden Green și West Hampstead, în zona tarifară 2. La nivel stradal, se află pe A5 Kilburn High Road sau Shoot-up Hill, la aproximativ 160 de metri la nord de gara Brondesbury.
Stația a fost deschisă pentru prima dată pe linia Metropolitan, în 1879, ca parte a unei extensii spre Willesden Green. Numărul de linii care treceau prin stație a crescut de la două la patru în anii 1910. După ce au fuzionat pentru a forma London Passenger Transport Board în 1933, serviciile linei Metropolitan în această gară au fost transferate pe ramura Stanmore a liniei Bakerloo, iar stația a fost masiv reconstruită. Această ramură a fost transferată ulterior către linia Jubilee în 1979. Clădirea stației din anii 1930 încă există și a fost renovată în 2005. Stația este acum accesibilă pentru persoane cu dizabilități și are trenuri frecvente spre centrul Londrei.

## Localizare
Kilburn deservește zona cu același nume, un cartier moderat comercial și suburbie rezidențială densă. Se spune că locul a fost numit după Cylla, o saxonă de la acea vreme, sau după termenul saxon din 1121 de „Cuneburna”, însemnând „pârâu pentru vite”. Cele mai vechi așezări de lângă stație datează din 1847. Stația se află pe A5 Kilburn High Road sau Shoot-up Hill, drum care leagă mai multe stații, printre care Brondesbury și Kilburn High Road. Puncte de atracție din apropiere sunt Red Lion, Kiln Theatre, Parcul Kilburn Grange, ICMP Londra și Școala Primară Kingsgate.

## Istoric
Metropolitan Railway (MR) a deschis întâi o linie separată, numită Metropolitan and St. John's Wood Railway (M&SJWR) de la Baker Street la Swiss Cottage. Din cauza numărului scăzut de pasageri, MR a considerat opțiunea de a extinde M&SJWR mai departe pentru a oferi noi rute către Londra centrală.  Permisiunea pentru extinderea liniei până la Harrow via Kilburn a fost acordată în 1874.
Stația a fost deschisă cu numele Kilburn and Brondesbury pe 24 noiembrie 1879, la acel moment parte din extinderea spre Willesden Green. Datorită creșterii în trafic, numărul de linii din Finchley Road spre Harrow (acum Harrow-on-the-Hill) a crescut de patru ori. Operarea pe patru linii a început între Finchley Road și Kilburn în 1913 și s-a extins spre Wembley Park în 1915. Acest fapt a creat un blocaj între Finchley Road și Baker Street.
Pe 1 iulie 1933, MR a fost comasată cu alte căi ferate subterane, companii de tramvai și operatori de transport cu autobuzul pentru a forma London Passenger Transport Board, iar MR a devenit linia Metropolitan a London Transport. Din cauza blocajului dintre Finchley Road și Baker Street, linia Bakerloo a fost extinsă spre Finchley Road și Stanmore pentru a ameliora congestia de pe linia Metropolitan. Extinderea a preluat, de asemenea, stații intermediare, printre care și Kilburn. Construcția a început în 1936, iar Kilburn a devenit parte a ramurii Stanmore a liniei Bakerloo pe 20 noiembrie 1939, când stația a fost reconstruită. Serviciile liniei Metropolitan print stație au încetat pe 7 decembrie 1940, când serviciile au fost pe deplin transferate către linia Bakerloo. Stația a fost redenumită cu numele actual pe 25 septembrie 1950.
În timpul celui de-al doilea Război Mondial și pe parcursul anilor '50 și începutul anilor '60 au fost luate în considerare diverse rute care leagă nord-vestul și sud-estul Londrei prin centrul Londrei. Linia Victoria a primit prioritate și doar după ce a început construcția acelei linii a început și planificarea detaliată pentru noua linie. Se plănuise ca linia să meargă într-o direcție est-vest de-a lungul Fleet Street și urma să fie numită linia Fleet. Lipsa finanțării a însemnat că numai prima etapă a liniei propuse, de la Baker Street la Charing Cross, a fost aprobată în iulie 1969. Finanțarea a fost convenită în august 1971. Construcția a început în 1972. În 1977, numele liniei a fost schimbat în linia Jubilee, pentru a marca  Jubileul de Argint al Reginei din acel an. Testele cu trenuri au început în august 1978, iar linia a fost deschisă pe 1 mai anul următor. Linia a fost deschisă oficial de Prințul Charles în ziua precedentă, cu o călătorie de la Green Park la Charing Cross. Aceasta a înlocuit ramura Stanmore a liniei Bakerloo, cu secțiunea inițială operând între Stanmore și Charing Cross.  

## Stația astăzi

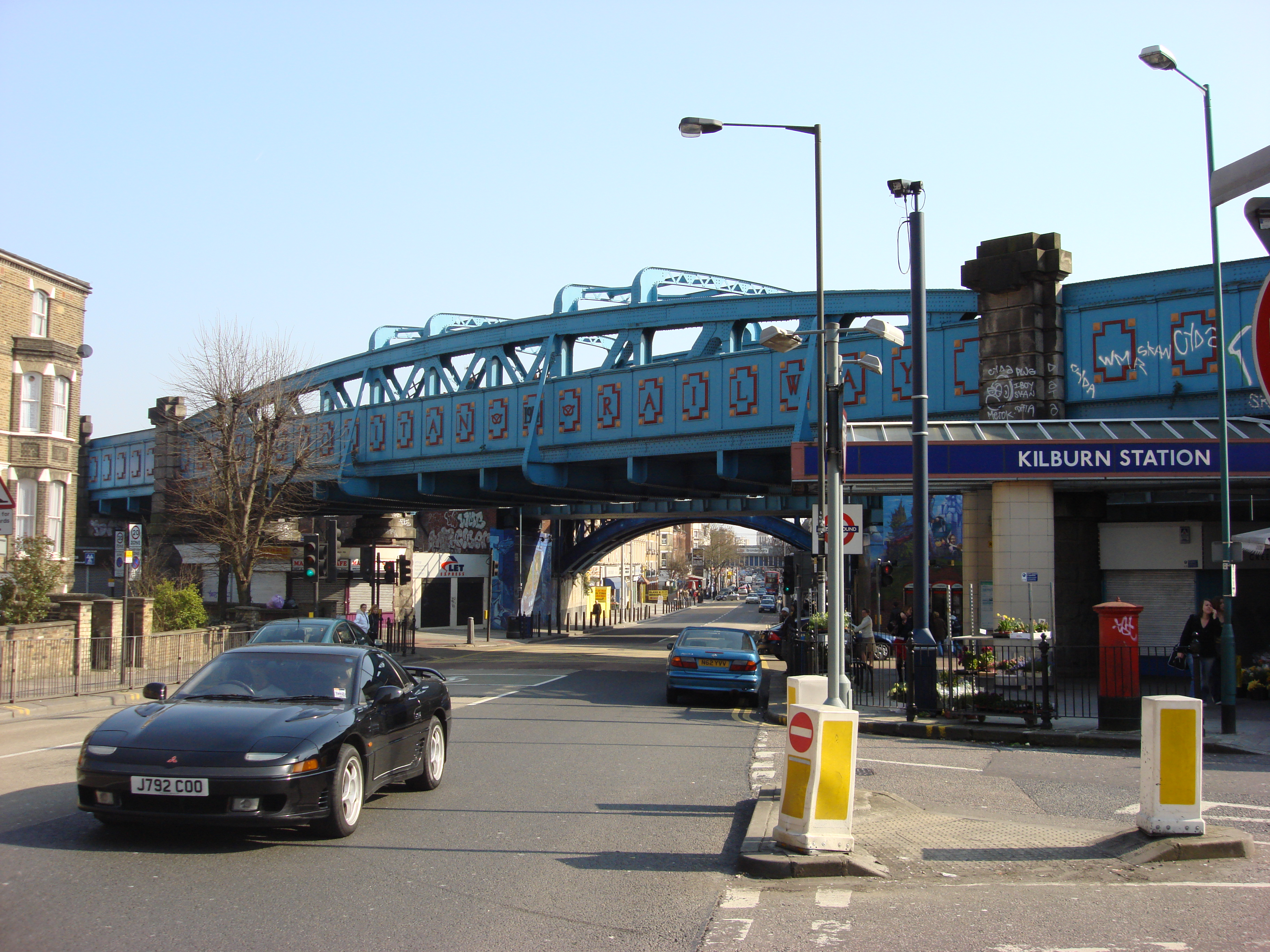
Viaductul de la Kilburn, ortografia cuvintelor „Metropolitan Railway”.

Unul dintre podurile de lângă gară care susține patru linii peste A5 Kilburn High Road (pe atunci cunoscută sub numele de Watling Street) are numele companiei „METROPOLITAN RAILWAY” vopsit pe părțile laterale ale viaductului. Numerele de pe viaduct scriu „1914”, moment când Metropolitan Railway a crescut de patru ori liniile din Finchley Road spre Harrow-on-the-Hill.
În 2005 a avut loc o renovare majoră, care a inclus vopsirea completă a stației, instalarea de sisteme de supraveghere video noi și iluminare mai bună, modernizarea sistemelor de anunț public, instalarea de grupuri sanitare noi și schimbarea panourilor de anunț al trenurilor din sala de bilete și de pe peroane. De asemenea, a fost instalat un lift pentru a oferi acces ușor de la stradă la peron. Renovarea a păstrat caracteristicile de patrimoniu.

## Servicii și conexiuni

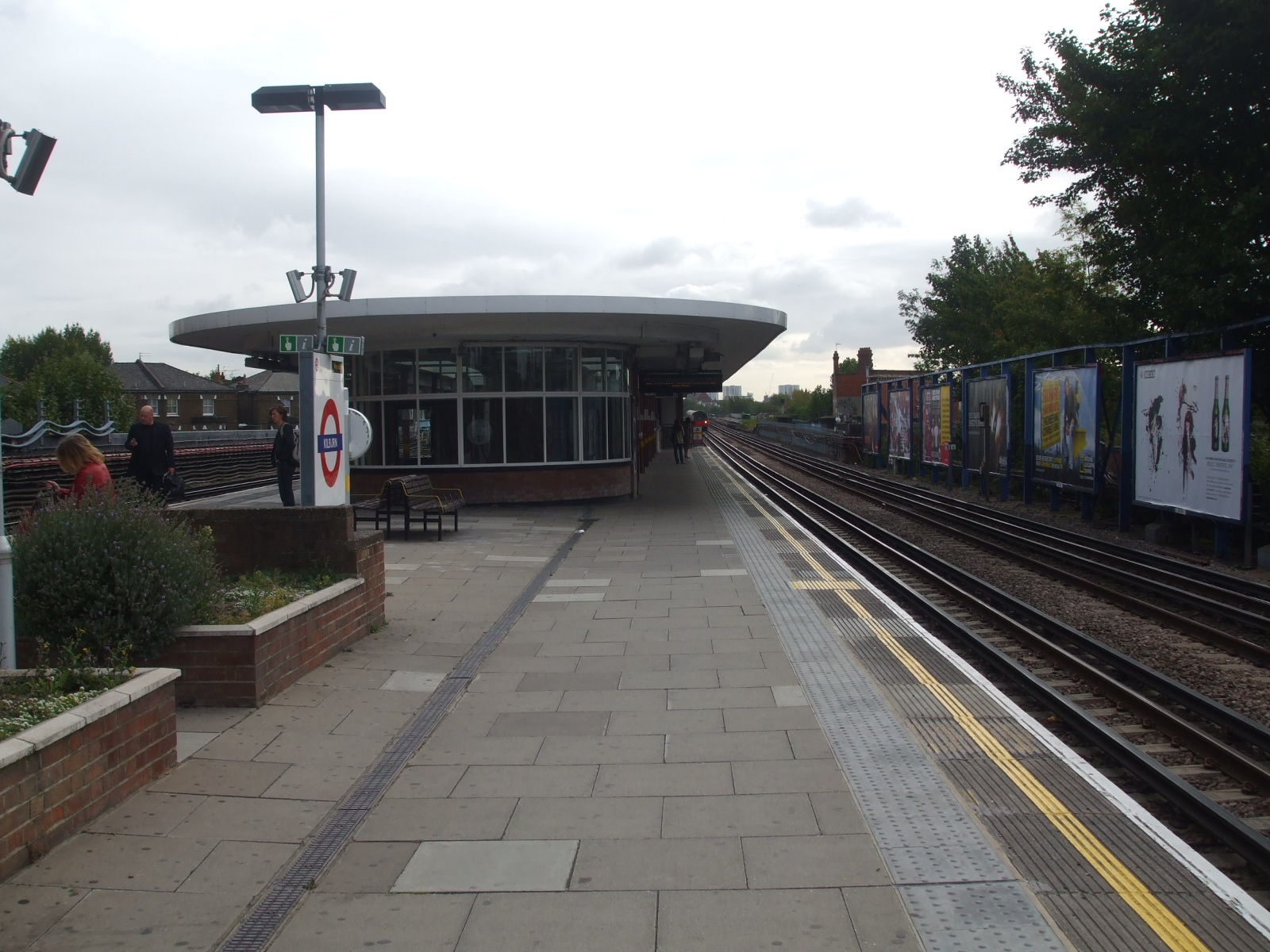
Peronul spre direcția vestică, cu un tren de pe linia Jubilee care sosește în depărtare.

### Servicii
Kilburn se află pe linia Jubilee a metroului din Londra, între stațiile Willesden Green și West Hampstead, în zona tarifară 2. Orarul tipic în afara orelor de vârf este:
- 24 trenuri pe oră spre est (spre sud) până la Stratford
- 16 trenuri pe oră spre vest (spre nord) până la Stanmore
- 4 trenuri pe oră spre vest (spre nord) până la Willesden Green
- 4 trenuri pe oră spre vest (spre nord) până la Wembley Park

Serviciile de noapte au început să funcționeze în noaptea de 7 octombrie 2016, la două luni după liniile Central și Victoria. Noaptea sunt operate 6 trenuri pe oră în ambele direcții de-a lungul întregii linii.

### Conexiuni
Rute 16, 32, 189, 316, 332 și 632 și ruta nocturnă N16 ale London Buses deservesc stația.
Kilburn este aproape de gara Brondesbury din rețeaua London Overground pe linia North London, la o distanță de mers pe jos de 160 de metri. Acest traseu este considerat ca stație oficială de interschimb de Transport for London.